# 普利茅斯 (麻薩諸塞州)

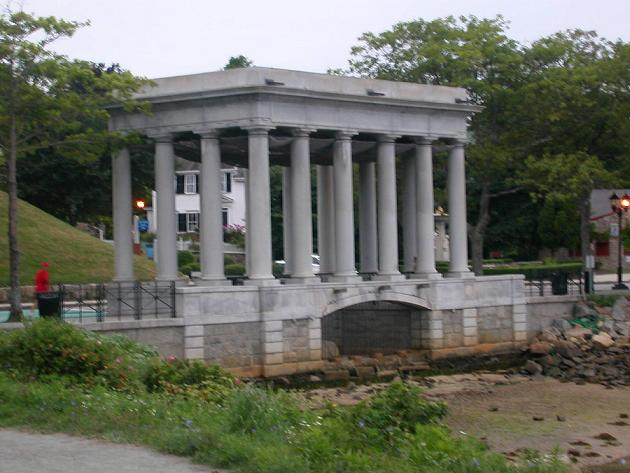
普利茅斯岩（Plymouth Rock）紀念碑，相傳是五月花號可能的登陸點之一，是今日普利茅斯知名的旅遊景點

普利茅斯（英語：Plymouth, MA）是美国马萨诸塞州普利茅斯郡境內的一個城鎮，歷史上它曾是普利茅斯殖民地的首府。
在1620年11月，一群不满英国迫害统治的清教徒来到了现在的马萨诸塞州开始了新的殖民地。普利茅斯是继維吉尼亞州詹姆斯鎮后的第二个成功进入美国的英国殖民地。
五月花號抵達普利茅斯港，共同簽署《五月花號公約》，決定按照多數人的意願進行管理，建立民治的政府。